# عبد الله بن إبراهيم الزهراني
عبد الله بن إبراهيم الزهراني (ولد 1381 هـ / 1961 م) باحث سعودي، وأستاذ جامعي، من أشهر الأدباء المعاصرين في منطقة الباحة بالمملكة العربية السعودية.

## ولادته وتحصيله
ولد عبد الله بن إبراهيم الزهراني في الباحة عام 1381هـ/ 1961م، وتلقَّى تعليمه الابتدائي في مسقط رأسه في محافظة قلوة في منطقة الباحة. ودرس المرحلتين المتوسطة والثانوية بالمعهد العلمي في منطقة تبوك.
حصل على درجة البكالوريوس من كلية اللغة العربية بجامعة الإمام محمد بن سعود الإسلامية (فرع أبها) عام 1402هـ. ثم على الماجستير من جامعة أم القرى، وعنوان رسالته: (شهاب الدين الخفاجي: حياته وأدبه). وعلى الدكتوراه من جامعة أم القرى، عام 1412هـ، وعنوان أطروحته: (الشعر وحروب الخلافة العثمانية).

## عمله ووظائفه
عُيِّن معيدًا في جامعة أم القرى بمكة المكرمة بعد حصوله على درجة البكالوريوس، ثم عمل محاضرًا وترقَّى في الدرجات العلمية والأكاديمية حتى حصل على رتبة أستاذ عام 1430هـ.
تولى رئاسة قسم الأدب بجامعة أم القرى، ورئاسة قسم الدراسات العليا عام 1427هـ، وعُيِّن وكيلًا لكلية اللغة العربية. وهو عضو في مجلس كلية اللغة العربية، ومجلس قسم الدراسات العليا  بكلية اللغة العربية. 

## نشاطاته
له إسهامات ثقافية غزيرة، ونشاط فاعل في عضويات اللجان العلمية والأدبية في جامعة أم القرى وخارجها: ومن إسهاماته:
- نائب رئيس الجمعية العلمية السعودية للأدب العربي من 1426- 1432هـ.
- رئيس الجمعية العلمية السعودية للأدب العربي منذ عام 1432هـ.
- مستشار لمجلة مكة المكرمة.
- مشرف على منتدى الشباب بنادي مكة الثقافي من 1418- 1425هـ.
- شارك في ملتقى قراءة النص بنادي جُدَّة الأدبي عام 1425هـ بقراءة لقصيدة الأُخطبوط لغازي القصيبي.
- شارك في جامعة جرش بالأردن في مؤتمر: السردية في الأدب العربي بين الأصالة والتحوُّل، بورقة بعنوان: (تداخل الأجناس الأدبية: نموذج من الشعر الشعبي).[2]

## مؤلفاته
- أزمة البلقان (البوسنة والهرسك)، في الشعر زمن الخلافة العثمانية، دار التربية والتراث، الطبعة الأولى.
- مقدمة الدر الفريد وبيت القصيد لمحمد بن أيدمر: دراسة وصفية تحليلية، الطبعة الأولى، 1417هـ.
- أسامة بن منقذ والتراث الشعري: دراسة في التأثر الشعرين نادي الباحة الأدبي، الطبعة الأولى، 1420هـ.[3]

## وصلات خارجية
- السيرة الذاتية عبد الله الزهراني